# 小沙街道
小沙街道是中华人民共和国浙江省舟山市定海区下辖的一个街道办事处。位于舟山本岛西北部。气候属亚热带海洋季风气候，年平均气温约16℃，年降水量约1322毫米。
2013年8月28日，浙江省人民政府批复同意撤销长白乡、小沙镇建制，其行政区域改由定海区政府直辖。
2013年8月29日，舟山市人民政府批复同意撤销长白乡、小沙镇，合并设立小沙街道办事处。调整后的小沙街道陆域面积57.8平方公里，辖10个村委会，户籍人口21332人。街道办事处驻庙桥村庙桥中路66号。

## 行政区划
小沙街道下辖以下村级行政区划单位：
东风村、毛峙村、青岙村、光华村、庙桥村、大沙村、增辉村、后岸村、前湾村和三龙村。